# Kasino Juka
Kasino Juka (樫野 有香; Hepburn: Yuka Kashino), becenevén Kasijuka (かしゆか; Hepburn: Kashiyuka) (Hirosima, 1988. december 23. –) a japán Perfume electropop együttes tagja.

## Pályafutása
Hirosimában született és nőtt fel, és a hirosimai színésziskolában tanult, ahol megismerte az együttes két másik tagját, Nisivaki Ajakát és Ómoto Ajanót. Ő és Nisivaki a Perfume két eredeti tagja.
Kashino és Nishiwaki 2001-ben alapította az együttest az akkori harmadik taggal, Kavasima Júkával együtt, aki azonban tanulmányai miatt hamar kilépett. Ómoto Nisivaki felkérésére lépett a helyére.

## Fordítás
- Ez a szócikk részben vagy egészben a Yuka Kashino című angol Wikipédia-szócikk ezen változatának fordításán alapul.  Az eredeti cikk szerkesztőit annak laptörténete sorolja fel. Ez a jelzés csupán a megfogalmazás eredetét és a szerzői jogokat jelzi, nem szolgál a cikkben szereplő információk forrásmegjelöléseként.